# Schrankia ptocas
Schrankia ptocas är en fjärilsart som beskrevs av Turner 1944. Schrankia ptocas ingår i släktet Schrankia och familjen nattflyn. Inga underarter finns listade.